# Bernard Petitbois
Bernard Petitbois, né le 19 juillet 1954 à Tananarive (Colonie de Madagascar), est un ancien athlète français spécialiste du sprint.
Il participe aux Jeux olympiques d'été de 1980 sur 200 m et est remplaçant du relais qui a remporté la médaille de bronze en relais 4 × 100 m avec Patrick Barré, Pascal Barré, Antoine Richard et Hermann Panzo.

## Palmarès

### Jeux olympiques
- Jeux Olympiques de 1980 à Moscou ( Russie) :
  - 2e de sa série sur 200 m en 21 s 16
  - 4e de son 1/4 de finale sur 200 m en 21 s 32

### Championnats d'Europe d'athlétisme
- Championnats d'Europe d'athlétisme 1982 à Athènes ( Grèce) :
  - 7e sur 100 m en 10 s 50
  - 7e sur 4 × 100 m (Antoine Richard - Patrick Barré - Bernard Petitbois - Hermann Lomba) en 39 s 22

### Championnats d'Europe d'athlétisme en salle
- Championnats d'Europe d'athlétisme en salle 1976 à Munich ( Allemagne) :
  - 5e en demi finale sur 60 m en 6 s 86
- Championnats d'Europe d'athlétisme en salle 1978 à Milan ( Italie) :
  - 6e sur 60 m en 6 s 84
- Championnats d'Europe d'athlétisme en salle 1982 à Milan ( Italie):
  -  sur 60 m en 6 s 66

### Championnats de France d'athlétisme
- Championnats de France d'athlétisme 1976 à Villeneuve-d'Ascq:
  - 6e du 100 m en 10 s 48

- Championnats de France d'athlétisme 1977 à Nevers:
  - 5e du 200 m en 21 s 78

- Championnats de France d'athlétisme 1979 à Orléans:
  -  du 100 m en 10 s 49
  -  du 200 m en 21 s 38

- Championnats de France d'athlétisme 1980 à Villeneuve-d'Ascq:
  -  du 100 m en 10 s 60
  -  du 200 m en 21 s 11

- Championnats de France d'athlétisme 1981 à Mulhouse:
  - 5e du 100 m en 10 s 60

- Championnats de France d'athlétisme 1982 à Colombes:
  -  du 100 m en 10 s 60

- Championnats de France d'athlétisme 1983 à Bordeaux:
  - 6e du 100 m en 10 s 61

### Championnats de France d'athlétisme en salle
- Championnats de France d'athlétisme en salle 1976 à Orléans:
  -  du 60 m en 6 s 80

- Championnats de France d'athlétisme en salle 1978 à Grenoble  :
  -  du 50 m en 5 s 86

- Championnats de France d'athlétisme en salle 1981 à Paris  :
  -  du 60 m en 6 s 74

- Championnats de France d'athlétisme en salle 1983 à Paris  :
  - 4e du 60 m en 6 s 83
  - 4e du 200 m en 22 s 33

### Jeux méditerranéens
- Jeux méditerranéens 1979 à Split ( Croatie) :
  -  sur 200 m en 21 s 02
  -  sur 4 × 100 m (Philippe Lejoncour - Bernard Petitbois - Lucien Sainte-Rose - Antoine Richard) en 39 s 98

## Records personnels
- 50m en salle : 5 s 79 (établi le 07.02.1981 à Grenoble ( France)).
- 60m en salle : 6 s 63 (établi le 06.03.1982 à Milan ( Italie)).
- 100m : 10 s 40 (établi le 25.07.1978 à Viry-Châtillon ( France)).
- 200m : 20 s 82 (établi le 06.05.1979 aux Abymes( Guadeloupe)).